# Melanoides
Melanoides là một chi ốc nước ngọt với một nắp, là động vật chân bụng sống dưới nước động vật thân mềm thuộc họ Thiaridae.

## Các loài
Các loài trong chi Melanoides gồm có:
- Melanoides admirabilis
- Melanoides nodicincta
- Melanoides nyassana
- Melanoides pergracilis
- Melanoides polymorpha
- Melanoides pupiformis
- Melanoides truncatelliformis
- Melanoides tuberculatus (O. F. Müller, 1774) - Red-rimmed melania
- Melanoides turriculus (I. Lea, 1850)
- Melanoides turritispira

## Hình ảnh

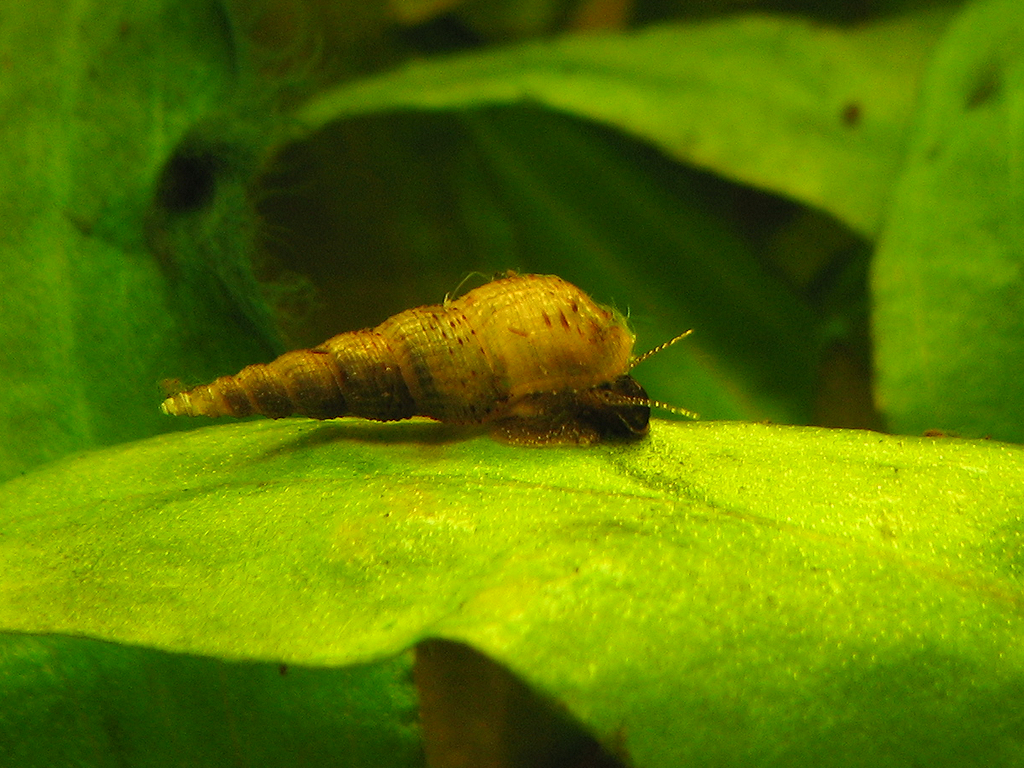
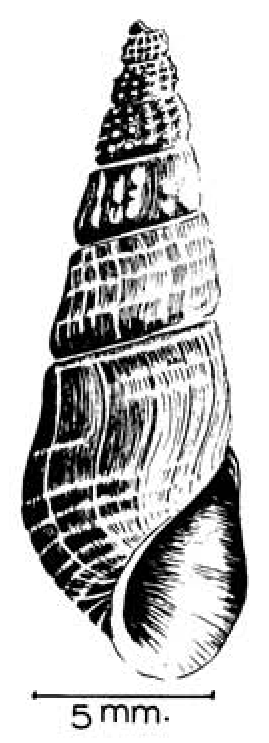
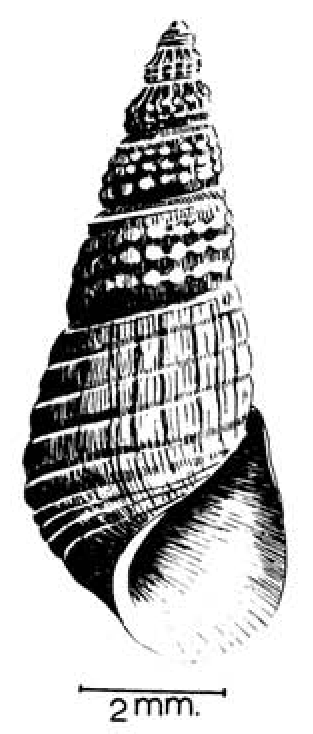